# Palermo Connection
Palermo Connection – potoczne określenie mafijnego kanału przerzutowego heroiny z Europy (z portu w Palermo na Sycylii) do Stanów Zjednoczonych.

## Geneza
Do pierwszej połowy lat 60. XX wieku głównym portem przeładunkowym/załadunkowym heroiny przemycanej z Europy do Stanów Zjednoczonych było francuskie miasto (port) Marsylia. Narkotyk ten (opium – sok z maku lekarskiego) najpierw był szmuglowany z Turcji do Francji, później przerabiany w marsylskich nielegalnych laboratoriach w heroinę i na końcu ładowany na statki płynące do USA.
Miasto (port) nie zostało przypadkowo wybrane. Miało to związek z tym, że kilogram heroiny (wyekstrahowanej z morfiny; morfinę z kolei wyodrębnia się wcześniej z maku lekarskiego) w Marsylii kosztował 2500 dolarów. Ten sam kilogram (po przemyceniu) w Nowym Jorku kosztował już 6000 dolarów w hurcie, a w detalu cena rosła do 600 000 (sześćset tysięcy) dolarów. Duże znaczenie miało też samo położenie geograficzne miasta (portu) oraz silne wpływy i obecność świata przestępczego. Mafia korsykańska po II wojnie światowej miała powiązania z amerykańską CIA i francuskim SDECE (służby specjalne) w celu ochrony portu przed wpływami komunistów.
Wraz z rozbiciem tego kanału przerzutowego – z ang. French Connection – przez funkcjonariuszy nowojorskiego Biura ds. Narkotyków, które miało miejsce na przełomie lat 60. i 70., miejsce Marsylii z biegiem czasu zajęło Palermo.

## Okres funkcjonowania
W latach 1973–1983 ok. 60% całej przemycanej heroiny z Europy do Stanów Zjednoczonych przechodziło właśnie przez port w Palermo. Dzięki temu mafia sycylijska przejęła całą kontrolę nad dystrybucją heroiny w USA, przy okazji – dzięki strumieniowi płynących nielegalnych pieniędzy – miasto stało się jednym z najbogatszych we Włoszech.
Na terenie miasta – pomimo podjętych działań antymafijnych – w latach 80. XX wieku działało ok. 20 wytwórni heroiny. Ich tygodniowa produkcja wyceniana była na ok. pół miliarda dolarów. Kilogram przemyconej heroiny (na początku lat 80.) w Nowym Jorku w hurcie wart był 250 000 dolarów (u bezpośredniego sycylijskiego producenta cena kształtowała się na poziomie ok. 12 000 dolarów).
Dochodowy heroinowy interes spowodował, że na ulicach Palermo często dochodziło do gangsterskich porachunków (słynna wielka wojna klanów w latach 1981–83). Ofiarami byli zarówno członkowie konkurujących ze sobą mafijnych klanów, a także sędziowie, komisarze policyjni (m.in. prefekt Palermo gen. Carlo Alberto Dalla Chiesa zastrzelony 3 września 1982 r.) i politycy (przywódca sycylijskiej Partii Komunistycznej Pio La Torre zastrzelony 30 kwietnia 1982r.; zaproponował tzw. Ustawę La Torre, która umożliwiała władzom m.in. dostęp do kont bankowych znanych mafiosów i zakładanie podsłuchów w ich domach).

## Działania antymafijne
Po tych wydarzeniach rozpoczęto kampanię antymafijną. Do Palermo przybył papież Jan Paweł II, który publicznie potępił mafię. Ustawa La Torre została przyjęta. Aresztowano wielu mafiosów we Włoszech i Stanach Zjednoczonych oraz skorumpowanych urzędników. 
Efektem tych działań był słynny Maksiproces (z ang. The Maxi Trial, z wł. Maxiprocesso), który rozpoczął się 10 lutego 1986 roku w Palermo we specjalnie przygotowanej sali sądowej, która była wbudowana w ścianę więzienia Ucciardone. Sala była skonstruowana jak bunkier i mieściła 30 stalowych klatek. Na ławie oskarżonych zasiadło 464 mafiosów, wielu z nich było sądzonych zaocznie. Główne zarzuty, jakie stawiano, to zabójstwa, handel narkotykami i wymuszenia. Oskarżonych broniło dwustu adwokatów, około 50 prawników reprezentowało drugą stronę – rodziny zamordowanych, miasto Palermo i sycylijski region.
Na początku grudnia 1988 roku specjalnie przeszkoleni włoscy i amerykańscy policjanci przeprowadzili wspólną i zsynchronizowaną operację pod kryptonimem "Żelazna Wieża", w wyniku której aresztowano ponad 130 handlarzy heroiną – w różnych regionach Włoch – oraz kolejnych siedemdziesięciu pięciu w USA (New Jersey, Pensylwania, Kalifornia, Floryda i w Brooklynie).
Operacja ta ujawniła – niestety – wiele niepokojących faktów pomimo wielkiej fali aresztowań. Mafia sycylijska działała na terenie kilkudziesięciu dużych amerykańskich miast (krążyła powszechna opinia, że mafia opanowała jedynie Wschodnie Wybrzeże). Dla mafiosów pracowały liczne nacje, m.in. Belgowie, Holendrzy, Żydzi, Rosjanie, Turcy, Chińczycy, Japończycy, Palestyńczycy, Libańczycy, Brazylijczycy, Kanadyjczycy, Kolumbijczycy i Amerykanie. Nie udało się zniszczyć wszystkich rafinerii heroiny na Sycylii, od wielu lat gangsterzy wykorzystywali kontenerowce i frachtowce jako środki transportu.
Okazało się także, że sami sycylijscy handlarze stopniowo omijali Sycylię i jej porty. Kupowali gotową heroinę na Bliskim i Dalekim Wschodzie, skąd bezpośrednio szmuglowali ją do Stanów. Część produkcji przenieśli za granicę – m.in. powrócili do Marsylii.
Dodatkowo w latach 80. XX wieku – po obu stronach Atlantyku – przyszła moda na kokainę, która niemal usunęła heroinę w cień. Okazało się, że mafia sycylijska za sprzedaną heroinę w USA kazała sobie płacić kokainą, którą następnie przemycała na teren Europy (unikali w ten sposób tzw. pustych transportów). Kilogram kokainy kupionej w Nowym Jorku kosztował 11 tysięcy dolarów, we Włoszech cena rosła do pięćdziesięciu tysięcy.
Mimo zadanych ciosów mafia nie została ostatecznie pokonana. Kanał przerzutowy "Palermo Connection" nadal funkcjonuje, choć nie na taką skalę jak wcześniej.